# Храм Рождества Христова (Старый Тукшум)
Храм Рождества Христова — православный храм в селе Старый Тукшум Самарской области, Сызранской епархии Самарской митрополии Русской православной церкви. Построена в 1835 году. С 2014 года — памятник истории и культуры РФ.

## История
В 1816 году в честь победы в Отечественной войне 1812 года в Старом Тукшуме на средства семьи Бестужевых начинает строиться храм. Каменный храм построен в 1835 году братьями помещиками Бестужевыми — Григорий Васильевич Бестужев (1786—1845) и Иван Васильевич Бестужев (1787—1839). Престолов в нём два: главный в честь Рождества Христова и в приделе в честь Владимирской иконы Божией Матери. В селе при источнике Москвине есть каменная часовня, куда совершаются крестные ходы 23 июня и 1 августа. Причт состоял из священника и псаломщика.
Оба брата Бестужевых были похоронены у стен храма: гвардии поручик Иван Васильевич Бестужев — в самой церкви на правой стороне (о чём свидетельствовала мраморная белая доска с соответствующей надписью), а генерал-майор Григорий Васильевич Бестужев — с противоположной стороны церковной стены, и на его могиле возвышался массивный мраморный памятник. После смерти братьев имение перешло по наследству их племяннице Ольге Николаевне, в замужестве Хвощинской. В 1858 году стараниями Ольги Николаевны Хвощинской и Анны Николаевны Бестужевой церковь была отремонтирована. В конце XIX века имение приобрёл Сергей Петрович Дурасов, который много жертвовал на храм.
Церковь закрыли в 1934 году. В 1937 году с храма сняли все 14 колоколов, а также была разрушена и 18-метровая колокольня. Часть икон из храма передали в школу, чтобы использовать как школьные доски. В 1939 году церковь закрыли. Позже её использовали для хозяйственных целей. Долгое время она стояла бесхозной и разрушалась. Возвращена прихожанам в 2003 году и начато восстановление. В настоящее время восстановлена колокольня, ведутся внутренние работы. Службы проводятся по расписанию.

### Охранный статус
Постановлением Правительства Самарской области № 853 от 29.12.2014 г. «О включении в единый государственный реестр объектов культурного наследия (памятников истории и культуры) народов Российской Федерации выявленных объектов культурного наследия» церковь во имя Рождества Христова в селе Старый Тукшум Шигонского района Самарской области значится в перечне выявленных объектов культурного наследия.
В 2024 году была произведена экспертиза и составлен Акт государственной историко-культурной экспертизы проекта зон охраны объекта культурного наследия (памятника истории и культуры) регионального значения «Церковь во имя Рождества Христова», расположенный по адресу: Самарская область, Шигонский район, с. Старый Тукшум, подтвердивший объект культурного наследия (памятника истории и культуры) регионального значения.

## Описание
Каменный, двухэтажный храм с двумя престолами: главный — в честь Рождества Христова и в пределе — в честь Владимирской иконы Божией Матери, был возведён в 1835 году. Храм высокий одноглавый четверик с портиками на южном и северном фасадах, с прямоугольной апсидой. До сих пор на стенах храма остались следы дивной росписи с совершенно не потускневшими красками. Под сводом можно различить изображение новозаветной Святой Троицы, всех архангелов, а по обеим сторонам боковых дверей ещё видны фигуры четырёх святых апостолов-евангелистов. Через осыпавшуюся штукатурку проступают лики святых, написанные неизвестным художником. Перед центральным входом с двух сторон были вылеплены из керамики фигуры архангела Михаила и архангела Гавриила, которые были украдены в начале XXI века. Пол был выстлан разноцветной мозаичной плиткой. На улице, от паперти до ворот, землю выкладывали досками. Здание окружала каменная ограда, покрытая железом. 

## Духовенство
- протоиерей Николай Пальмов (1864 — † 1912);
- священник Александр Адамов (1912 — 1919);
- настоятель Василий Фёдоров (1919 — † 1929)[1];